# 尼泊尔共产党 (贾纳穆克希)
尼泊尔共产党（贾纳穆克希），正式名称是尼泊尔共产党，是尼泊尔的一个已不存在的共产主义政党，它是从尼泊尔共产党分裂出来的。该党的领导人是拉普昌德拉·比斯塔（Rupchandra Bista）。1990年，党内以拉姆·纳拉延·比达里（Ram Narayan Bidari）为首的一派脱党并加入了尼泊尔共产党（团结中心）。